# سیارک ۹۷۵۸۲
سیارک ۹۷۵۸۲ (به انگلیسی: 97582 Hijikawa، نامگذاری:2000EP15) نود و هفت هزار و پانصد و هشتاد و دومین سیارک کشف شده‌است که در ۶ مارس ۲۰۰۰ کشف شد.